# 분만 의자

발을 올려놓을 수 있는 분만 의자

분만 의자(分娩椅子, 영어: birthing chair, birth chair) 또는 분만대(分娩臺)는 분만 중인 여성이 생리적으로 바른 자세를 가질 수 있게 도와주도록 설계된 장치이다. 분만 의자는 밸런스를 주고 산모의 분만을 돕는다.
초기의 분만 의자는 다리가 3~4로 다양했으나 다리가 3개인 분만 의자를 가장 흔히 볼 수 있다. 분만 의자는 지상에서 보통 8~10 인치(20.32 센티미터~25.4 센티미터) 정도 떨어져 있다.
분만 의자는 천년 동안 사용된 것으로 짐작된다. 이 의자들은 수많은 의사들이 분만실을 지배하기 이전에 사용되었다. 분만 의자는 기원전 1450년의 이집트로 거슬러 올라간다. 이집트의 룩소르 지역의 The Birth House의 벽에는 이집트의 여왕이 등받이와 팔걸이가 없는 의자 위에서 출산을 하는 모습이 그려져 있다. 기원전 200년의 그리스에서도 발견된다.